# Remidiação
Remidiação é uma  teoria proposta  por  Jay  David  Bolter  e  Richard  Grusin no ano de 1999,  cujo  foco  é  direcionado às relações de diálogo, transformação e coexistência especificamente das mídias. 
Com  o  estabelecimento  do  sistema  de  mídias,  o  funcionamento  de  uma  mídia  isolada  da  outra  torna-se  impossível.  As  novas  mídias  possuem  suas  formas  para  reformular  as  antigas,  enquanto  as  antigas  se  reformulam  para  responder  às  novas,  sempre  em  uma  tentativa  de  oferecer  uma  experiência  real  e  autêntica  a  seus  consumidores.  Para  tal,  as  mídias  criam uma relação paradoxal, polarizada pelos conceitos de hipermidiação e imidiação.

## Exemplos
Um bom exemplo de remidiação é o caso do álbum do cantor Supla, O Charada Brasileiro que ao não encontrar apoio de gravadoras para distribuição, modificou o formato unindo uma pequena revista contendo o CD no mesmo pacote, mudando o consumo de música por facilitar o acesso, numa época onde ainda não se tinha um amplo compartilhamento via internet. O novo formato se esgotou em poucos dias, criando uma remidiação.
Um outro exemplo é o uso de QrCode para mudar o consumo de mídia. Neste caso, não um impacto social direto, mas a longo prazo QrCode, começam a modificar os ambientes e mídias físicas.